# Bonete
Bonete er en by og kommune i det sydøstlige Spanien i provinsen Albacete. Den har et indbyggertal på 970 (2024) indbyggere.